# Tapinotaspis chalybaea
Tapinotaspis chalybaea är en biart som först beskrevs av Heinrich Friese 1899.  Tapinotaspis chalybaea ingår i släktet Tapinotaspis och familjen långtungebin. Inga underarter finns listade i Catalogue of Life.